# محمد إبراهيم نقد
 محمد إبراهيم نقد من مواليد مدينة القطينة (1930 م - 22 مارس 2012) زعيم سياسي سوداني. تلقّى تعليمه الأولى والوسطى بالعديد من مدن السودان حيث ظل متنقلاً مع عمه. 
شارك في المظاهرات ضد الاستعمار عام 1946 م إبان مرحلة الحراك السياسي لمؤتمر الخريجين. تلقّى تعليمه الثانوي بحنتوب الثانوية وكان من بين زملاء دفعته الرئيس الأسبق جعفر النميري. وشارك خلال الدراسة في المظاهرات التي كان ينظمها طلاب المدرسة المساندة للحركة الوطنية كالمظاهرات المؤيدة لإضراب الجمعية التشريعية.
- يؤمن بقيام دولة ذات نظام علماني.
- برزت ميوله للأنشطة الثقافية بالجمعية الأدبية، وكان مشرفاً على جمعية التمثيل والمسرح التي قدمت أعمالاً لخالد أبو الروس وشكسبير وجورجي زيدان.
- أكمل دراسته الجامعية بجامعة صوفيا (بلغاريا) وتخرج من كلية الفلسفة بعد أن فُصِل من جامعة الخرطوم كلية الآداب.
- عاد للسودان وتفرّغ للعمل السياسي في سكرتارية الحزب الشيوعي السوداني.
- اختفى لمباشرة مهام العمل السياسي السري بعد الإطاحة بالنظام الديمقراطي في 17 نوفمبر 1968 م واعتقل لمدة عام.
- انتخب عضواً بالبرلمان عن دوائر الخريجين في عام 1965 م مرشحاً عن الحزب الشيوعي. ولم يكمل الدورة نسبة لصدور قرار حل الحزب الشيوعي وطرد نوابه من البرلمان.
- أصبح سكرتيراً عاماً للحزب الشيوعي السوداني عقب اعدام عبد الخالق محجوب في عام 1971 م ثم اختفى من نظام مايو حتى انتفاضة أبريل 1985 م.
- انتخب عضواً بالبرلمان عن الحزب الشيوعي السوداني عام 1986. وظل يباشر مهام العمل النيابي والسياسي حتى يونيو 1989 م.
- باشر العمل السياسي حتى انعقاد المؤتمر العام الخامس للحزب الشيوعي السوداني في يناير 2009 م حيث تم انتخابه سكرتيراً سياسياً للحزب الشيوعي.

## كتبه ومؤلفاته
- «قضايا الديمقراطية في السودان»
- «حوار حول النزعات المادية في الفلسفة العربية الإسلامية»
- «علاقات الأرض في السودان: هوامش على وثائق تمليك الأرض»
- «علاقات الرق في المجتمع السوداني»
- «حوار حول الدولة المدنية.»{1}

## وفاته
توفي محمد إبراهيم نقد في يوم 22 مارس 2012 م في لندن بعد أن سافر إليها طلباً للعلاج.

## وصلات خارجية
- محمد إبراهيم نقد على موقع أرشيف الشارخ.